# Сосновское сельское поселение (Орловская область)
Сосно́вское се́льское поселе́ние — муниципальное образование в Ливенском районе Орловской области России.
Создано в 2004 году в границах одноимённого сельсовета. Административный центр — село Сосновка.

## Географическое положение
Расположено северо-западнее города Ливны, на юго-востоке Ливенского района по левому берегу реки Сосны.
Местность имеет уклон с запада на восток с перепадом высот над уровнем моря с 210 м до 134 м — берег реки Сосны.
Протяжённость с юга на север составляет 16 км, с востока на запад 9,8 км.
Общая площадь составляет 8418,83 га. Из них 5544 га пашня, сенокоса 84га, лесополос-лесов 292 га, земель поселения 278 га, лугов, оврагов и балок 2220 га.
Граничит на севере с Речицким, на северо-востоке с Коротышским, а на юго-востоке с Вахновским сельскими поселениями Ливенского района. Также поселение имеет границу с Колпнянским районом.
Водные ресурсы состоят из реки Сосны с притоками и нескольких небольших прудов.

## Население
| 2010 | 2012 | 2013 | 2014 | 2015 | 2016 | 2017 |
| ---- | ---- | ---- | ---- | ---- | ---- | ---- |
| 804  | ↘783 | ↘763 | ↘762 | ↘743 | ↘717 | ↘705 |
| 2018 | 2019 | 2020 | 2021 | 2023 |      |      |
| ↘691 | ↘677 | ↗678 | ↘524 | ↘504 |      |      |

## Населённые пункты
В состав сельского поселения (сельсовета) входят 9 населённых пунктов:
| № | Населённый пункт | Тип     | Население (чел.) |
| - | ---------------- | ------- | ---------------- |
| 1 | Бородинка        | деревня | 1                |
| 2 | Брыково          | деревня | 62               |
| 3 | Важжова          | деревня | ↘179             |
| 4 | Вязовик          | село    | ↘125             |
| 5 | Клюшники         | деревня | 39               |
| 6 | Леньшино         | деревня | 6                |
| 7 | Миляево          | деревня | 31               |
| 8 | Сосновка         | село    | →358             |
| 9 | Щетинка          | деревня | 1                |

## История, культура и достопримечательности
Село Сосновка по писцовым книгам известно с начала XVII века. Остальные населённые пункты образованы в середине XVII — конце XVIII веков:245-248.
К достопримечательностям можно отнести наличие выхода известкового туфа по берегам Сосны у Сосновки. Однако его залежи не имеют промышленного значения. Любопытным также является факт, что в 1982 году в районе Сосновки было выпущено 60 сурков. Предполагалось, что они расплодятся пополнив местную фауну, но эксперимент постигла неудача и в настоящий момент скудность животного мира опять вернулась к равновесию:245.
На территории сельского поселения имеются многочисленные братские захоронения Второй мировой войны.

## Экономика
Имеется один крупный хозяйствующий субъект. Это ОАО «Сосновка»:244.

## Инфраструктура
На территории сельского поселения находится 12 объектов соцкультбыта. Это 2 основные общеобразовательные школы, детский сад, 2 Сельских Дома Культуры, 2 ФАПа, 2 отделения связи, 3 магазина.

## Транспорт и связь
Населенные пункты поселения связаны между собой и районным центром шоссейными дорогами. В качестве общественного транспорта действует автобусное сообщение с Ливнами и маршрутное такси.
В Сосновском сельском поселении работают 4 сотовых оператора Орловской области:
- МТС
- Билайн, компания Вымпел-Регион
- Мегафон, компания ЗАО Соник дуо
- TELE2

## Администрация
Администрация сельского поселения находится в селе Сосновка, ул. Новая д.2

Её главой является — Кутафина Мария Иванова.